# Thenea wrightii
Thenea wrightii är en svampdjursart som beskrevs av William Johnson Sollas 1886. Thenea wrightii ingår i släktet Thenea och familjen Pachastrellidae.
Artens utbredningsområde är havet utanför Chile. Inga underarter finns listade i Catalogue of Life.